# Inagi
Inagi (稲城市 -shi) é uma cidade japonesa localizada na província de Tóquio.
Em 2003, a cidade tinha uma população estimada em 73 611 habitantes e uma densidade populacional de 4 096,33 h/km². Tem uma área total de 17,97 km².
Recebeu o estatuto de cidade a 1 de Novembro de 1971.